# والتر بوسي
والتر بوسي (بالألمانية: Walter Bosse)‏ هو مصمم نمساوي، ولد في 13 نوفمبر 1904 في فيينا في النمسا، وتوفي في 13 ديسمبر 1979 في إزرلون في ألمانيا.